# Bernardus Dirks Eerdmans

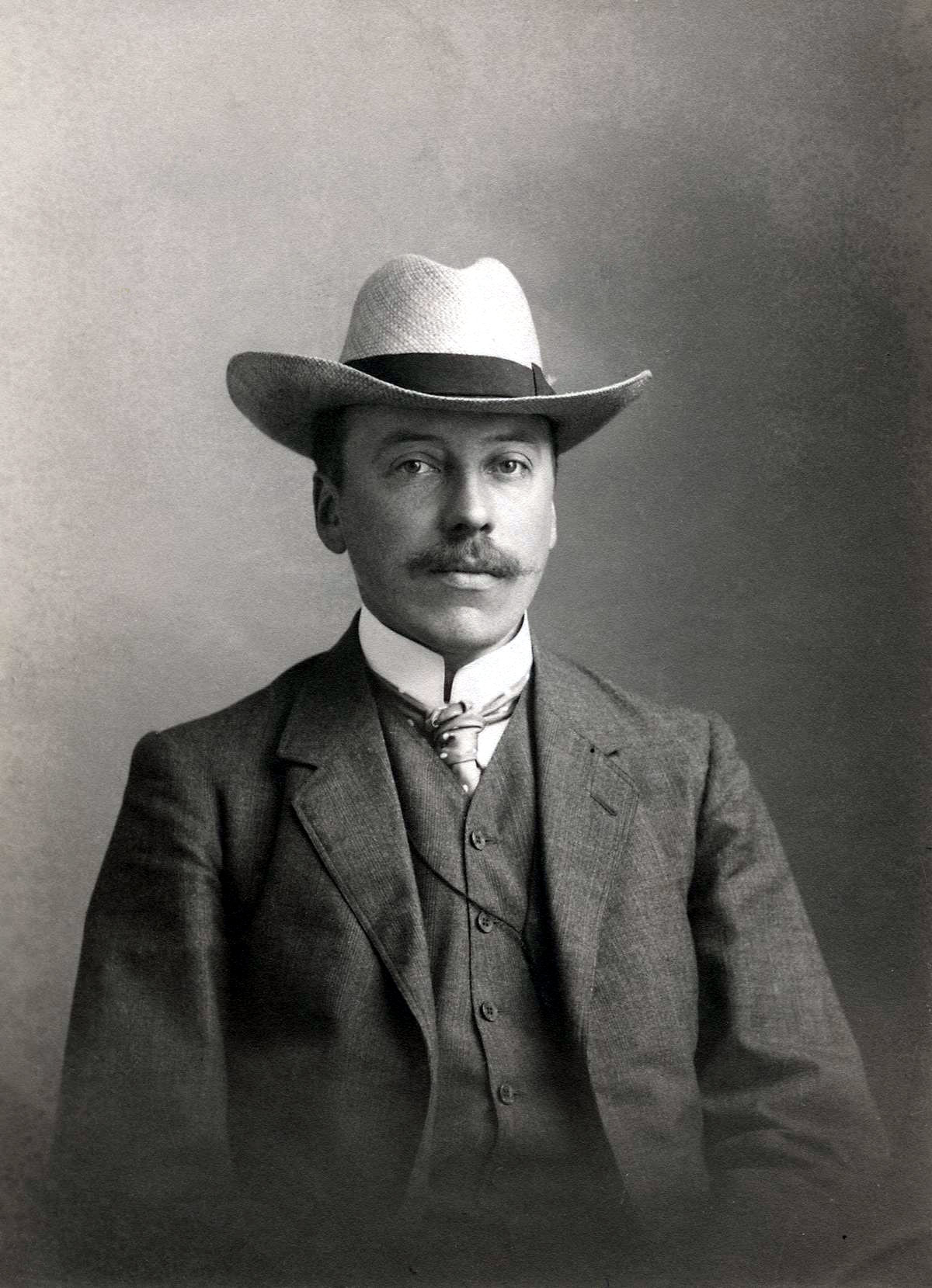
Bernardus Dirks Eerdmans

Bernardus Dirks Eerdmans (* 24. April 1868 in Maasdam; † 29. April 1948 in Leiden) war ein niederländischer evangelischer Theologe und Politiker.

## Leben
Bernardus Dirks wurde geboren als Sohn des Pfarrers Dirk Nicolaas Eerdmans (* 11. März 1839 in Harlingen; † 9. Mai 1871 in Ijsselmuiden) und der Johanna Lissia Dieperink (* 11. Dezember 1841 in Ransdorp; † 1. Dezember 1921 in Leiden). Da sein Vater früh verstorben war, zog seine Mutter nach Kampen, wo er die Schule und das Gymnasium besuchte. Am 27. September 1886 immatrikulierte er sich an der Universität Leiden um Theologie zu studieren. Nachdem er Vorlesungen bei Willem Hendrik Koster (* 3. Oktober 1843 in Enschede; † 19. Dezember 1897 ebd.), Abraham Kuenen, Cornelis Petrus Tiele und anderen besucht hatte, promovierte er in Leiden am 20. November 1891 mit der Arbeit Melekdienst en vereering van Hemellichamen in Israëls Assyrische periode. 1894 bis 1896 unternahm er Studienreisen, welche ihn an die Universität Straßburg, die Universität Leipzig, die Universität Heidelberg und die University of Oxford führten. Dort durchstöberte er zu seinen Studien des Alten Testaments die angeschlossenen Archive und Bibliotheken.
Zurückgekehrt in die Niederlande, wurde er 1896 Pfarrer in der nord-holländischen Gemeinde Midwoud und fungierte nebenbei als Privatdozent für aramäisch und assyrische Sprachen an der Leidener Hochschule. Am 22. Februar 1898 wurde er zum Professor für die Geschichte des israelitischen Gottesdienstes, der israelitischen Literatur und der Auslegung des Alten Testaments an die Universität Leiden berufen, welche Aufgabe er am 11. Mai 1898 mit der Einführungsrede Het verband tussen de beoefening van het Oude Testament en de semietische studiën in het algemeen begann. Eerdmans publizierte in zahlreichen theologischen Zeitschriften und Journalen seiner Zeit Einzelabhandlungen. Er trat als Gegner der Taufe in Erscheinung und verwarf die Theorien zur reinen literarischen Analyse antiker Texte des Alten Testaments seines Lehrmeisters Kuenen und die von Julius Wellhausen.
Während seiner Professurphase engagierte sich Eerdmans in der Liberalen Staatspartei für politische Belange seines Heimatlandes. Nachdem er 1912/13 Rektor der Alma Mater gewesen war, wechselte er zur Politik und wurde vom Hochschuldienst befreit. Vom 17. März 1914 bis zum 17. September 1918 wurde er Mitglied der zweiten Kammer der Generalstaaten, welcher er vom 1. Dezember 1931 bis 9. Mai 1933 abermals angehörte. Vom 4. September 1917 bis zum 6. September 1927 war er zudem Ratsmitglied in Leiden. Nach seiner politischen Zeit kehrte er wieder auf seine Leidener Professur zurück, die er bis zum 21. Januar 1938 innehatte. Er war Mitglied im niederländischen Protestantenbund, Ehrenmitglied der Society for Old Testament Study in Großbritannien, Ehrendoktor der Harvard-Universität und Mitinitiator der evangelischen Union der Niederlande. Er wurde Ritter des Orden von Oranien Nassau und 1923 Ritter des Ordens vom niederländischen Löwen.

## Familie
Eerdmans heiratete am 19. Juli 1900 in Midwoud Catharina Petronella Elisabeth de Holl (* 3. April 1874 in Oterleek; † 16. Juni 1944 in Oegstgeest), die Tochter des Pfarrers Cornelis de Holl (* 9. Dezember 1838 in Zevenhuizen) und dessen am 7. März 1863 geheirateten Frau Johanna Jacoba Folpmers (* 28. Juli 1831 in Hemelumer Oldeferd). Aus der Ehe stammen drei Töchter:
- Johanna Lissia Eerdmans (* 27. August 1901 in Leiden; † 29. Dezember 1974 in Leiden) verh. 16. Dezember 1926 in Leiden mit Advokaten Huibert Burgersdijk (* 4. April 1901 in Leiden; † 14. April 1989 in Leiden)
- Johanna Jacoba Cornelia Eerdmans (* 17. März 1905 in Leiden) verh. am 3. Januar 1930 in Leiden mit Piet Creutzberg (* 8. Dezember 1904 in Buitenzorg) lebten 1974 in Maarn
- Catharina Bernarda Elisabeth Eerdmans (* 14. Dezember 1912 in Leiden; lebte in Warmond) verh. 11. Oktober 1938 in Leiden mit G. L. Krol (* um 1912; † vor 1989)

## Werke (Auswahl)
- Melekdienst en vereering van hemellichamen in Israël's Assyrische periode. Leiden 1891
- Het recht der Vrijzinnigen in de Nederlands Hervormde Kerk en de zoo-genaamde Orthodoxie. 1901
- Alttestamentarische Studien. 1908–1912, 4. Bde.
- De Godesdienst van Israël. 1930; 2. Bde., englisch 1947
- Christendom en Ontwapening. Leiden 1930
- Studies in Job. 1939